# Château-sur-Allier
Château-sur-Allier – miejscowość i gmina we Francji, w regionie Owernia-Rodan-Alpy, w departamencie Allier.

## Demografia
Według danych na rok 1990 gminę zamieszkiwało 208 osób, a gęstość zaludnienia wynosiła 7 osób/km². W styczniu 2015 r. Château-sur-Allier zamieszkiwały 183 osoby, przy gęstości zaludnienia 6,2 osób/km².